# Pancreatografia
A pancreatografia é um exame radiológico do pâncreas e dos seus canais, obrido através da injecção de uma substância iodada de contraste (radio-opaca) na sua ligação com o duodeno (ampola de Vater e canal de Wirsung). A injecção é aplicada através de uma sonda guiada por um fibroendoscópio ou numa intervenção cirúrgica.